# Moxoene
La Moxoene, altrimenti conosciuta come Moks o Mokq (armeno Մոկք, Mokkʿ), fu un'antica provincia dell'Armenia (oggi nella provincia di Van, il cui territorio corrisponde pressappoco al distretto di Bahçesaray, Turchia), come pure un nome di una famiglia feudale (400–800 ca.); nota anche con il nome di Mogkh o Mox, Moxq, Moxus, Moxos, Moks, Mukus, Miks, Mikus, talvolta Mekes, oppure come Muksî o Muskî in lingua curda. La Moxoene confinava a sud con parte dell'Assiria chiamata dagli Armeni Arovasdan. Era governata da principi armeni i cui discendenti ancora vi regnavano nel X secolo.
Il principato di Moxoene, insieme alla Corduene e Zabdicene, veniva considerato della dinastia dei Carduchi .
Secondo Anania di Shirak  era la quarta provincia del regno d'Armenia.  
Prima del genocidio armeno il distretto conteneva sessanta villaggi, quaranta dei quali erano abitati dagli armeni . Faqi Tayran, il poeta e scrittore curdo, e Han Mahmud, il sovrano curdo del XIX secolo, provenivano da questo distretto.

## Regnanti noti
- 390 ca. — Sura. Successivamente perse e recuperò il potere.
- 415 — Atom;
- 445 — Artak;
- 480 — Ohan;

I documenti sono alquanto scarsi fino a che la regione non cadde nelle mani di Sembat Bagratuni (850 ca.). Governata nel V secolo da una famiglia di nakharark, i Mokqatsi, dal IX al X secolo ritorna a una stirpe secondogenita dei Bagratidi:
- 855-896, Mushel Bagratuni
- 896-918, Grigor Bagratuni
- 918-970, Desconeguti
- 975 ca., Zafranik

All'inizio del X secolo, queste dinastie diventano vassalli di Gagik I di Vaspourakan .

## Distretti

Le quindici province storiche dell'Armenia.

- Arvenitz Tzor
- Ishots Gavar
- Miusishair
- Ishair
- Arkayi Gavar
- Moks
- Djermadzorq
- Arandznaq
- Argastovit